# Jorge Arcas
 Jorge Arcas Pena (Sabiñánigo,  8 de julho de 1992) é um ciclista profissional espanhol que compete com a equipa espanhol Movistar. Deu o salto à máxima categoria em 2016 após competir cinco temporadas na equipa amadora Lizarte. Conseguiu várias vitórias importantes no campo amador como a segunda etapa da Volta a Navarra de 2015.

## Palmarés
Ainda não tem conseguido nenhuma vitória como profissional

## Resultados nas Grandes Voltas e Campeonatos do Mundo
Durante a sua carreira desportiva tem conseguido os seguintes postos nas Grandes Voltas e nos Campeonatos do Mundo:
| Carreira           | 2016 | 2017 | 2018 | 2019 |
| ------------------ | ---- | ---- | ---- | ---- |
| Giro d'Italia      | -    | -    | -    | -    |
| Tour de France     | -    | -    | -    | -    |
| Volta a Espanha    | -    | Ab.  | -    | -    |
| Mundial em Estrada | -    | -    | -    | -    |

-: não participa 

Ab.: abandono

## Equipas
- Movistar Team (2016-)